# Головные уборы с рогами

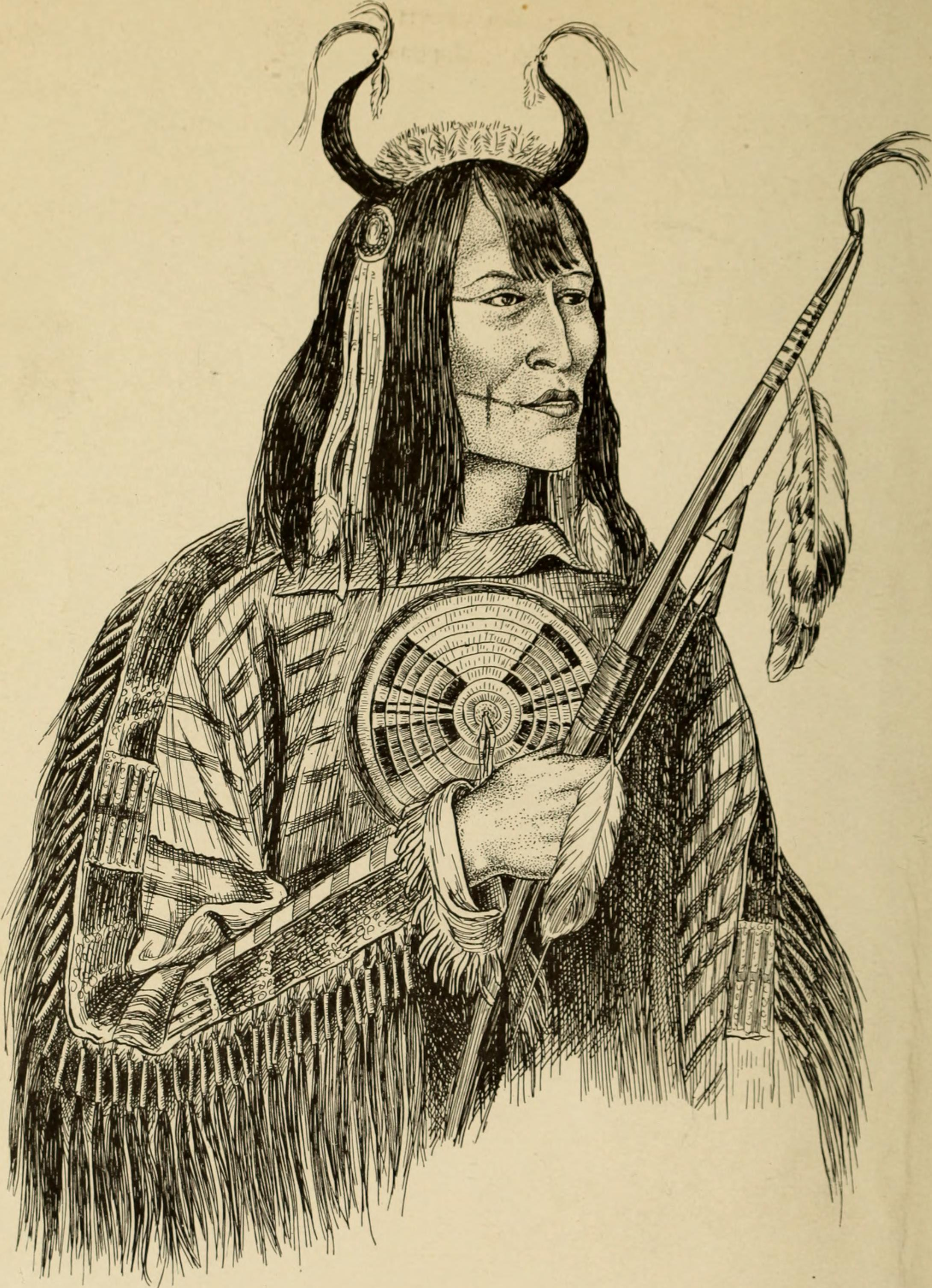
Простейший убор с расщеплёнными рогами бизона и рядом из подрезанных перьев. Ассинибойны

Головные уборы с рогами — уборы, снабжённые рогами различных животных, чаще бизона, или их имитацией. Были распространены как военные и обрядовые у индейцев Северной Америки в регионе Великих равнин, Плато и Большого Бассейна. Как и многое другое у индейцев, такие уборы считались наполненными магическим и охранительным свойством или силой. Почётными бизоньими рогами или похожими конструкциями из дерева или кожи иногда снабжались и уборы в виде венцов из перьев.
При всём разнообразии подобных головных уборов и особенно их индивидуального оформления, всё же выделяются некоторые основные типы.

## Простейший
Простейшим вариантом таких уборов можно считать тот, который вообще не имеет шапки. Он состоит из узкого оголовья — кожаной, меха бизона или расшитой бисером матерчатой полосы поперёк головы, на которой и закреплены расщеплённые или цельные рога бизона. Полоса удерживается завязками под подбородком. На кожаной полосе между рогами часто торчат вверх коротко подрезанные перья. Другими украшениями бывают когти птиц, бубенчики, латунные гвоздики на рогах, пучки волоса на кончиках рогов по-разному украшенных рогов, пучки небольших перьев, торчащие сбоку, а также длинные или короткие кожаные полоски, образующие на концах колечки. Эти полоски имеют по всей длине перевязки иглами дикобраза. У длинных полос, которые ниспадают сзади на спину, иглы могут в верхней части создавать общий узор. Вместо подобной бахромы могут быть полоски ткани, обёрнутые мехом (горностая?). Эти головные уборы были регалией военного общества «Люди-собаки» и использовались врачевателями. Основа такого убора может также быть квадратной формы с узким удлинением к затылку. При этом сверху оно сплошь покрыто мелкими перьями, а на затылке располагается круг из перьев побольше. Подобные уборы делали и с рогами вилорога, без покрытия мелкими перьями. Сзади он также имел удлинение с кругом из небольших перьев.

## С шапочкой

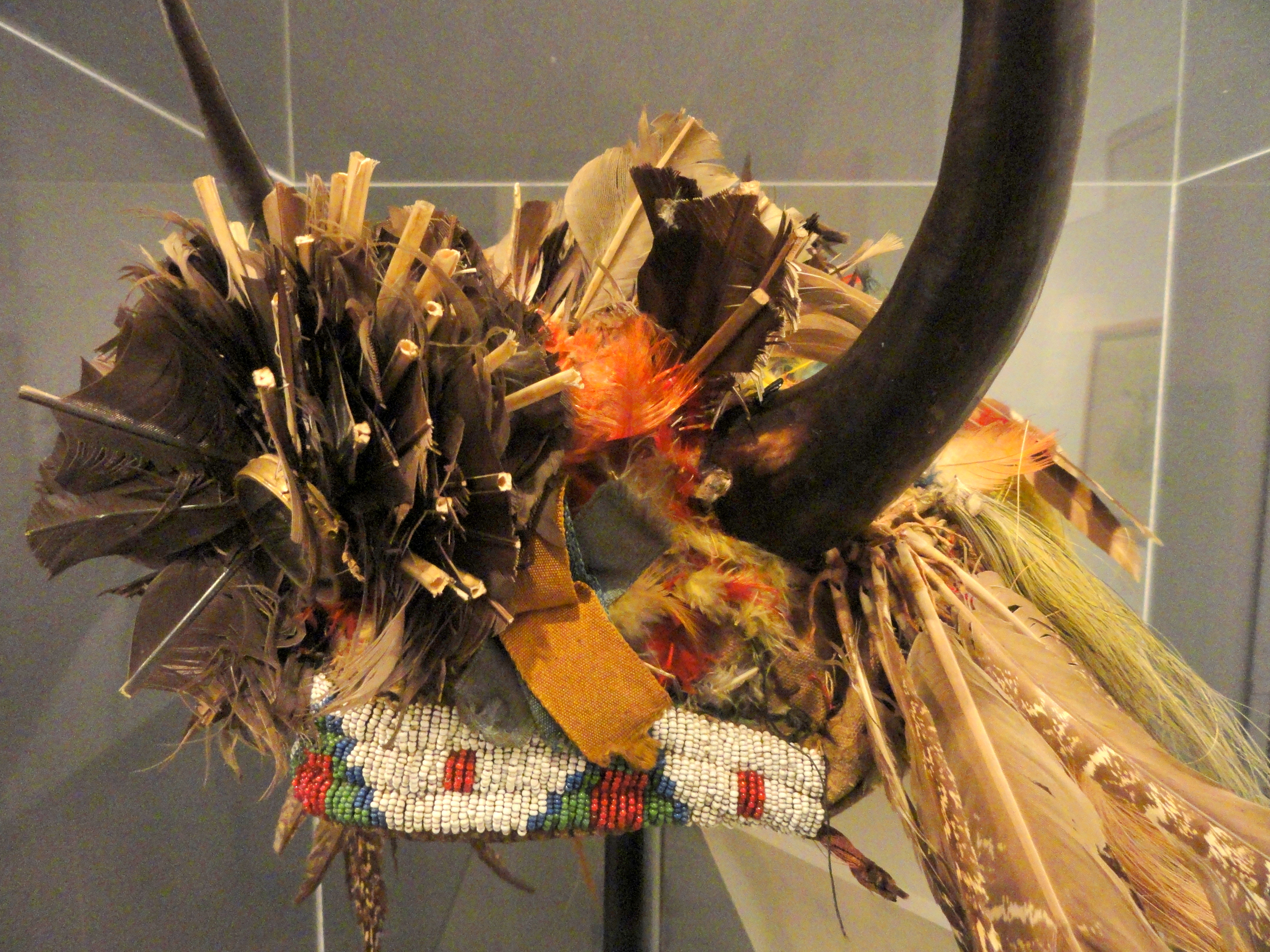
Головной убор с расщеплёнными рогами бизона и покрытый подрезанными крупными перьями. Лакота

Бизоньи рога украшали также простые шапочки, например, из кожи или красного сукна. Украшение таких шапочек могло быть очень простым: несколько небольших перьев и латунные кружки, или пучок небольших перьев на макушке. Могла быть и круговая полоса, вышитая бисером. Сзади подвешено несколько прядей конского волоса или спускался обычный длинный шлейф со стоящими перьями. В обществе черноногих «Рога́» регалией служил подобный головной убор, имеющий длинный шлейф с рядом орлиных перьев. Рога на нём надпилены снизу и раздвинуты, а шапочка по всей поверхности обшита кожаной бахромой. Известна подобная шапочка, снабжённая рогами, сделанными из пенисов бизона. Шапочка могла быть, например, из шкуры с головы оленя с небольшими оленьими рогами и иметь более богатое убранство.
У ряда племён шапочка, обшитая перьями, применялась как регалия военного общества Люди-собаки. Подобный же, но рогатый убор может иметь шапочку, сплошь покрытую короткими перьями с туловища орла, или с добавлением и ястребиных перьев. Некоторые или все перья могут быть обрезаны. Шапочка бывает не только в виде круглого чепчика. Её может формировать широкая полоса кожи, которая сзади опускается до середины спины (helmet style). А уже поверх этого покрывала накладываются кожаная и суконная полосы собственно шлейфа. Внутри шапочки имеется вставка из куска кожи парфлеш для закрепления рогов и сохранения формы. Сверху шапочка может иметь довольно сложное убранство. Например, спереди и сзади расположены небольшие чёрные перья, причём передние окрашены красной краской, что в итоге даёт бардовый цвет. В средней же части, между рогами, нашиты полоски шкурки белого горностая. Сами рога закреплены на кожаных розетках с нарезанными бахромой краями. Всё дополняет большое расщеплённое орлиное перо на макушке. Сзади спускается обычный длинный шлейф из больших перьев беркута или более короткий, покрытый длинными прядями конского волоса, например, покрашенных в жёлтый цвет. По бокам имеются подвесы в виде трубок из шкурок горностая или по паре целых шкурок. Шлейф может быть с двумя рядами перьев и раздваиваться в нижней части.

## С мехом бизона
Из вариантов с мехом бизона, самый простой представляет собой шапку из шкуры, снятой с головы бизона с закреплёнными на ней маленькими или большими цельными рогами. Других украшений нет. Такие уборы являлись, кроме прочего, регалиями женских обществ.
На равнинах головные уборы из шкуры бизона и с рогами (англ. buffalo headdress, buffalo horn headdress), цельными или распиленными и уплощенными, назывались «священными головными уборами». Такой убор имел значимость сравнимую с венцом из орлиных перьев. Носящий его человек имел право носить и war bonnet. Но, видимо, где-то он стоял и выше. Так, по сообщению Джорджа Кэтлина, только несколько человек из всех лидеров селения имели право его носить.
Убор делается из шкуры с головы бизона. Рога часто расщепляли на четверти, а то и на полоски в палец толщиной. Расщеплённые рога могли ещё и делать более плоскими с помощью распаривания. Их полировали и иногда раскрашивали. Рога закрепляли свободно, чтобы они немного качались. На их концах часто помещались длинные пряди крашеного конского волоса, полоски шкурки белого горностая или перья. Там же часто закреплялись кожаные или жильные с нанизанным крупным бисером стринги, в той или иной степени стягивающие излишний развал рогов. Они или соединяли концы обоих рогов, или соединяли концы и центр шапочки. Иногда цельные рога частично пропиливали снизу, раздвигали обе половинки и так закрепляли.
Сзади убора свисает хвост — в два раза более длинная полоса шкуры (шириной в 10 и длиной 24—30 дюймов). Его низ иногда нарезался широкой бахромой. Такой хвост украшался несколькими висячими перьями. Вместо хвоста сзади могли свисать длинные пряди конского волоса. Хвост или шлейф может быть и до земли (5 и более футов). При этом он имел около тридцати маховых орлиных перьев, реже — хвостовых. Шлейф мог быть и из кожи бизона с шерстью. Варианты с двумя шлейфами также известны. Некоторые уборы делались с перьями ястреба или совы (особенно если мистическими помощниками владельца были эти птицы) или комбинировались перья орла и других птиц. Высокий Бык, лидер шайеннского общества Люди-собаки, имел головной убор с рогами, которые распилены снизу на две трети длины и раздвинуты. А на его длинном кожаном шлейфе вместо перьев закреплены 10 широких расщеплённых и уплощенных бизоньих рогов. На уровне талии к шлейфу подшиты камусы с завязками, которые образуют поддерживающий пояс. Шапочка этого убора отличается большим расшитым бисером козырьком. Некоторые выдающиеся воины или знахари (шаманы) могли иметь уборы из мехов других зверей, например, рыси, но они также украшались рогами бизона или же вилорога.
Часто убор украшался вышитой иглами дикобраза или бисером налобной полосой. На темени могли крепиться перламутровые диски. Нередко на головном уборе помещали различные предметы, которые обозначали важные моменты в жизни владельца, а также морские раковины, пучки расщеплённых или целых перьев, заплетённые и окрашенные пряди из конского волоса, шкурки или хвосты белого горностая, шкурку норки, лапу орла, кожаную или фетровую бахрому. Переднюю часть убора иногда занимали стоящие торчком низко подрезанные перья, которые могли образовывать плотный буф. Пучки небольших перьев могут помещаться в височных частях убора. Боковые подвесы могли быть сделаны из копытец детёнышей оленя, которые служили обоймицей для пучка хвостов горностаев. На макушке часто находится перо без бородки, длиной около 24 дюйма, — плюмаж Танца Солнца. Он означал, что владелец участвовал в одном или нескольких Танцах Солнца.
Не следует путать эти головные уборы с массивными уборами для обрядовых танцев из снятых с головы бизона вместе с рогами шкур, со всей головы или только с её верхней части.

## Горностаевый

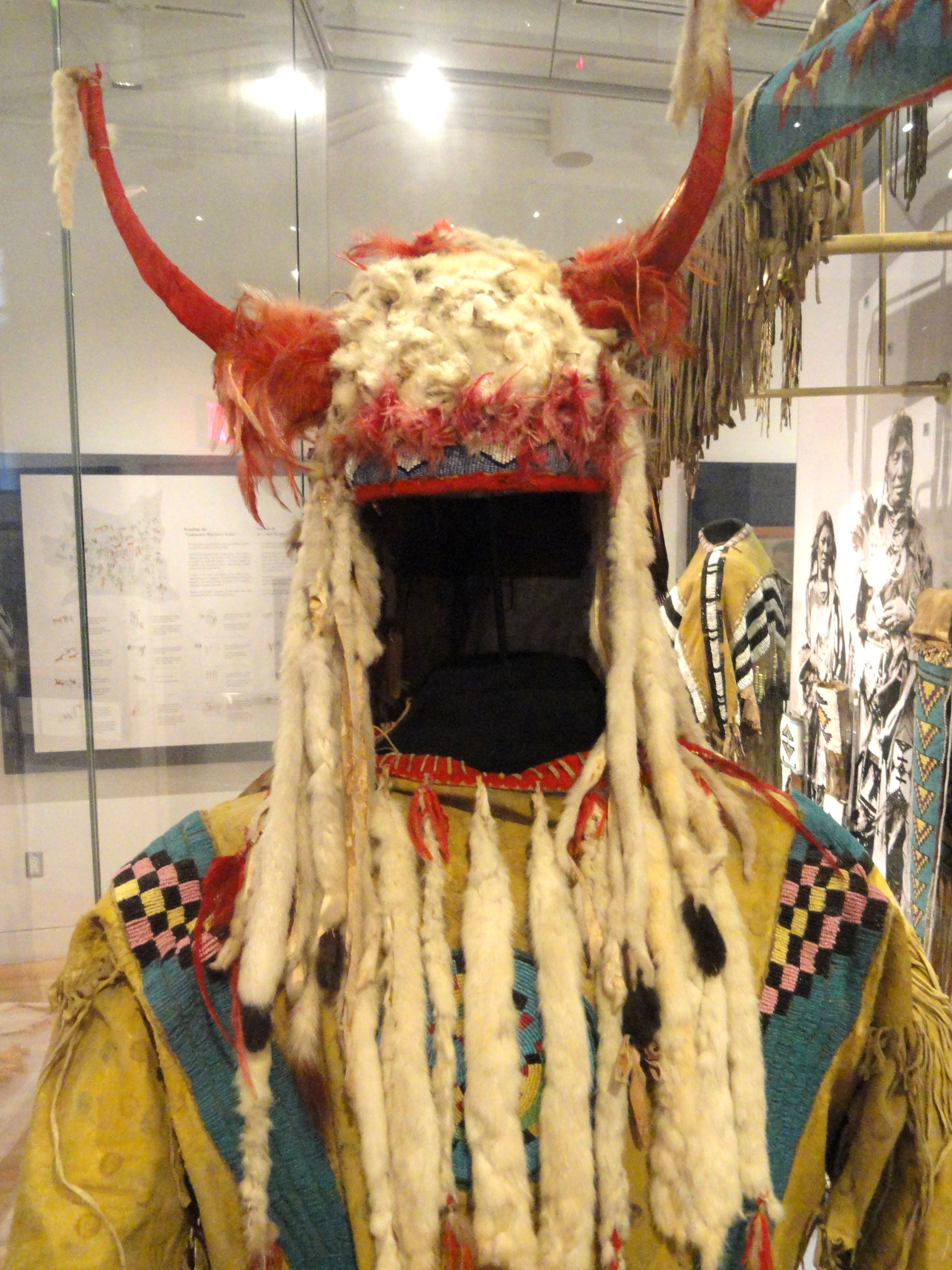
Рогатый горностаевый головной убор. Черноногие

Этот тип головных уборов имеет шапочку, обшитую или цельными шкурками белого горностая, или чаще — нарезанными полосками, коротко или более длинно, и нашитыми в виде парика. Убор украшают или рога вилорога, или маленькие цельные, но чаще обычного размера распиленные и уплощённые рога бизона. Иногда один целый рог бизона находится на лбу или один — на лбу и два — по бокам. Очень большими рогами украшали свои уборы индейцы Плато. Применялись и рога коровы. Особенности креплений рогов такие же, как и у предыдущего типа. Стринги могут и отсутствовать вообще, и применяться два их вида вместе. Но рога здесь часто более обильно украшены: бисером, перьями, лентами, полной обмоткой лентами, латунными гвоздиками и бубенчиками. Налобная полоса имеется не всегда. Сбоку и сзади часто свисают ленты из шкурок горностая. Реже сзади висят длинные пряди конского волоса. Используются и различные дополнительные магические предметы, например, ловцы снов. Между рогами могут находиться ряды из подрезанных перьев, например, красного цвета. Совсем редко сверху закрепляется роуч. Шлейф чаще отсутствует. Если имеется кожаный шлейф с орлиными перьями, то он может быть с несколькими поперечными палочками-распорками. На кожу шлейфа могут быть нанесены узоры краской и другие украшения, например, пришитые в два ряда копытца вилорога. Сверху перья шлейфа крепятся к центральному плюмажу. Если обычно ряд перьев начинается на затылке или макушке (очень редко — от шеи), но на Плато нередко такие головные уборы имеют гребень из перьев, начинающийся на лбу и переходящий в шлейф. Редкий вариант, когда перья шлейфа крепятся не на полосе из кожи или ткани, а просто на шнурке (команчи). Если перья на шлейфе висят горизонтальными рядами, то они могут чередоваться в любой последовательности с горизонтальными рядами сшитых в трубки лент из шкурок горностая. Или же на шлейфе размещаются только ряды таких трубок.

## Волосяной
Не очень широко был распространён рогатый головной убор, представляющий из себя широкую полосу кожи или материи, которая держится на голове с помощью завязок под подбородком и немного спускается на спину, образуя короткий шлейф. Убор покрывается длинными прядями конского волоса. Они плотно лежат в направлении от налобной ленты назад, спускаясь по шлейфу. Волос или сохранял натуральный цвет, или красился в красный или жёлтый. Спереди могли помещаться ряды подрезанных перьев, а целые перья — произвольно среди прядей. Подобный убор применяли осейджи в ритуале при подготовке к охоте. Для него использовали расщеплённые коровьи рога. Пряди волос покрашены в красный цвет. Их продолжает не очень длинный шлейф из красной хлопковой ткани с поперечными рядами небольших перьев. Бисерная налобная полоса оканчивается розетками с глазным узором. Сверху закреплена шкурка ястреба.